# Amtsgericht Schönau
Das Amtsgericht Schönau ist ein Gericht der ordentlichen Gerichtsbarkeit in Baden-Württemberg und eines von fünf Amtsgerichten im Bezirk des Landgerichtes Waldshut-Tiengen.

## Gerichtssitz und -bezirk
Das Amtsgericht hat seinen Sitz in Schönau im Schwarzwald, Friedrichstr. 24. Der Gerichtsbezirk umfasst die Städte Schönau im Schwarzwald, Todtnau und Zell im Wiesental sowie die Gemeinden Aitern, Böllen, Fröhnd, Häg-Ehrsberg, Schönenberg, Tunau, Utzenfeld, Wembach und Wieden.

## Zuständigkeit
Das Amtsgericht Schönau ist erstinstanzliches Gericht in Zivil-, Betreuungs-, Vereins-, Güterrechtsregister- und Strafsachen. Für die Handelsregistersachen ist das Amtsgericht Freiburg im Breisgau zuständig.
Die Familiengerichts- und Schöffengerichtsbarkeit sind beim Amtsgericht Bad Säckingen angesiedelt.
Als Vollstreckungsgericht ist das Amtsgericht Schönau zuständig für alle Vollstreckungsangelegenheiten, bei denen der Schuldner seinen Wohnsitz im Gerichtsbezirk hat. Die Grundstückszwangsversteigerungs-, Konkurs- und Insolvenzverfahren werden beim Amtsgericht Waldshut-Tiengen 1 bearbeitet.

## Übergeordnete Gerichte
Dem Amtsgericht Schönau ist im Instanzenzug das Landgericht Waldshut-Tiengen übergeordnet. Zuständiges Oberlandesgericht ist das Oberlandesgericht Karlsruhe.